# Paraliodrosophila antennata
Paraliodrosophila antennata är en tvåvingeart som beskrevs av Wheeler 1957. Paraliodrosophila antennata ingår i släktet Paraliodrosophila och familjen daggflugor.
Artens utbredningsområde är Jamaica. Inga underarter finns listade i Catalogue of Life.